# Hrabstwo Henry (Iowa)

Piramida wieku hrabstwa

Hrabstwo Henry – hrabstwo położone w USA w stanie Iowa z siedzibą w mieście Mount Pleasant. Założone w 1836 roku.

## Miasta
- Coppock
- Hillsboro
- Mount Pleasant
- Mount Union
- New London
- Olds
- Rome
- Salem
- Wayland
- Westwood
- Winfield

## Drogi główne
- U.S. Highway 34
- U.S. Highway 218/Iowa Highway 27
- Iowa Highway 16
- Iowa Highway 78

## Sąsiednie hrabstwa
- Hrabstwo Washington
- Hrabstwo Louisa
- Hrabstwo Des Moines
- Hrabstwo Lee
- Hrabstwo Van Buren
- Hrabstwo Jefferson